# Houy le cadet
Pour les articles homonymes, voir Houy.
Houy le cadet est scribe du trésor du maître du double pays, Séthi Ier (XIXe dynastie thébaine).
Un montant de porte de son tombeau, sur lequel est gravée une représentation de Houy adressant une longue prière au soleil Rê, est exposé au musée du Louvre.